# Красноильская поселковая община
Красноильская поселковая община (укр. Красноїльська селищна громада) — территориальная община в Черновицком районе Черновицкой области Украины.
Административный центр — посёлок Красноильск.
Население составляет 11221 человек. Площадь — 191,4 км².
В соответствии с распоряжением Кабинета Министров Украины от 12 июня 2020 года, в состав общины вошла территория Красноильского поселкового совета, а также Старокрасношорского сельского совета упразднённого Сторожинецкого района

## Населённые пункты
В состав общины входят 1 посёлок и 1 село:
- Посёлок Красноильск
- Старокрасношорский старостинский округ:
  - Старая Красношора